# Grand prix de la relève littéraire Archambault
Pour les articles homonymes, voir Archambault (homonymie).
Le grand prix de la relève littéraire Archambault (GPRLA)  a été créé au début de l'année 2003 à l'occasion de la 4e édition du grand prix littéraire par les magasins Archambault afin de promouvoir les nouveaux auteurs québécois.
Le dernier prix fut attribué en 2011. 

## Liste des lauréats
- 2004 : Michel Fréchette, Un matin tu te réveilles... t'es vieux!  (ISBN 9782895370628)
- 2005 : Stéphane Dompierre, Un petit pas pour l'homme  (ISBN 9782764403983)
- 2006 : Georges Lafontaine, Des cendres sur la glace  (ISBN 9782894551967)
- 2007 : Roxanne Bouchard, Whisky et paraboles  (ISBN 9782890059238)
- 2008 : Mathyas Lefebure, D'où viens-tu, berger?  (ISBN 9782760932760)
- 2009 : Pierre Szalowski, Le froid modifie la trajectoire des poissons  (ISBN 9782896470433)
- 2010 : Pierre Barthe, Ilû. L'homme venu de nulle part[1]  (ISBN 9782896490196)
- 2011 : Marie-Renée Lavoie, La petite et le vieux[2]  (ISBN 9782892615753)